# Quiero morir mañana
Quiero morir mañana fue una telenovela argentina emitida en 1987 por (Canal 9), protagonizada por Alicia Zanca y Jorge Mayorano. 

## Guion
La telenovela fue escrita por Luis Gayo Paz, uno de los autores más prolíficos del género en la década de 1980 (Trampa para un soñador, Quiero gritar tu nombre, Aprender a vivir, Amar al salvaje, Paloma hay una sola, No es un juego vivir, Dos para una mentira, Ese hombre prohibido, Chiquilina mía, Paloma y Cosas del amor).

## Cortina musical
El tema de apertura de "Quiero morir mañana" es "Amor, cuando el amor se va" y es interpretado por María Martha Serra Lima.

## Elenco
El elenco estuvo conformado, entre otros, por, Mariana Karr, Aldo Pastur, Gilda Lousek, Mabel Landó, Coni Vera, Néstor Hugo Rivas, Rubén Ballester, Gabriel Corrado, Amneris Morales, Adriana Alcock, Sandra Di Milo, Liria Marín, Margarita Ros, Claudia Nelson, Marisa Herrero, Mónica Vehil y el primer actor Jorge Barreiro.